# 여자는 여자다
《여자는 여자다》(프랑스어: Une femme est une femme)는 1961년 개봉한 프랑스의 뮤지컬, 로맨틱 코미디 영화이다. 장뤼크 고다르가 감독과 각본을 맡았다.

## 출연

### 주연
- 안나 카리나
- 장 클로드 브리알리
- 쟝 뽈 벨몽도

### 조연
- 까뜨린느 드몽죠
- 잔느 모로

## 기타
- 미술: 버나드 에베인